# Værker af Camille Saint-Saëns
Dette er en liste over musikværker af Camille Saint-Saëns.

## Orkesterværker
- Ouverture d'un opéra comique (ca 1850)
- Scherzo i A-dur for kammarorkester (ca 1850)
- Symfoni i A-dur (ca 1850)
- Symfoni nr 1 i Ess-dur, op. 2 (1853)
- Ouverture d'un opéra comique inachevé i G-dur, op. 140 (1854)
- Urbs Roma, symfoni i F-dur (1856)
- Symfoni nr 2 i a-moll, op. 55 (1859)
- Svit i D-dur, op. 49 (1863)
- Spartacus, ouverture i Ess-dur (1863)
- Rhapsodie bretonne. op. 7b (1866/91)
- Marche héroïque i Ess-dur, op. 34 (1871)
- Chant de soir (1872)
- Le rouet d'Omphale i A-dur, op. 31 (1872)
- Phaéton i C-dur, op. 39 (1873)
- Danse macabre, symfonisk digt i g-moll, op. 40 (1874)
- La jeunesse d’Hercule i Ess–dur, op. 50 (1877)
- Suite algérienne svit i C-dur, op. 60 (1880)
- Une nuit à Lisbonne svit i Ess-dur, op. 63 (1880)
- La jota aragonese i A-dur, op. 64 (1880)
- Hymne à Victor Hugo, op. 69 (1881)
- Symfoni nr 3 i c-moll (Orgelsymfonin), op. 78 (1886)
- Sarabande et rigaudon i E-dur, op. 93 (1892)
- Marche du couronnement i Ess-dur, op. 117 (1902)
- Trois tableaux symphoniques d'après La foi, op. 130 (1908)
- Ouverture de fête i F-dur, op. 133 (1910)
- Hail! California (1915)

## Koncerter
- Tarantelle i a-moll för fløjte, klarinet og orkester, op. 6 (1857)
- Pianokonsert nr 1 i D-dur, op. 17 (1858)
- Violinkonsert nr 2 i C-dur, op. 58 (1858, skrevet inden nr 1 men først offentliggjort 1879)
- Violinkonsert nr 1 i A-dur, op. 20 (1859)
- Suite for cello og orkester, op. 16b (1862/1919)
- Introduction et rondo capriccioso i a-moll for violin og orkester, op. 28 (1863)
- Pianokoncert nr 2 i g-moll, op. 22 (1868)
- Pianokoncert nr 3 i Ess-dur, op 29 (1869)
- Romans i Dess-dur for fløjte eller violin og orkester, op. 37 (1871)
- Cellokoncert nr 1 i a-moll, op. 33 (1872)
- Romans i F-dur for horn eller cello og orkester, op. 36 (1874)
- Romans i C-dur for violin og orkester, op. 48 (1874)
- Pianokoncert nr 4 i c-moll, op. 44 (1875)
- Violinkoncert nr 3 i h-moll, op. 61 (1880)
- Morceau de concert i e-moll for violin og orkester, op. 62 (1880)
- Romance i E-dur for horn (eller cello) og orkester, op. 67 (1885)
- Allegro appassionato i ciss-moll for piano og orkester, op. 70 (1874)
- Rhapsodie d'Auvergne i C-dur for piano og orkester, op. 73 (1884)
- Wedding Cake i Ass-dur for piano og orkester, op. 76 (1885)
- Havanaise i E-dur for violin og orkester, op. 83 (1887)
- Morceau de concert i f-moll for horn og orkester, op. 94 (1887)
- Africa i g-moll for piano og orkester, op. 89 (1891)
- Pianokonsert nr 5 (’L'Égyptien’) i F-dur, op. 103 (1896)
- Cellokonsert nr 2 i d-moll, op. 119 (1902)
- Caprice andalou i G-dur for violin og orkester, op. 122 (1904)
- La muse et le poète i e-moll for violin, cello og orkester, op. 132 (1910)
- Morceau de concert i G-dur for harpe og orkester, op. 154 (1918)
- Cyprès et lauriers i d-moll for orgel og orkester, op. 156 (1919)
- Odelette i D-dur för fløjte og orkester, op. 162 (1920)

## Kammermusik
- Pianokvartet i E-dur (1851–53)
- Pianokvintet i A-dur, op. 14 (1855)
- Caprice brillant i h-moll for violin og piano (1859)
- Suite for cello og piano, op. 16 (1862)
- Pianotrio nr 1 i F-dur for piano, violin og cello, op. 18 (1863)
- Sérénade i Ess-dur for piano, orgel, violin og viola eller cello, op. 15 (1865)
- Romans i h-mol for violin, piano og orgel, op. 27 (1868)
- Marche religieuse de Lohengrin for violin, harmonium og piano, en transkription fra operaen Lohengrin af Richard Wagner (1869)
- Les odeurs de Paris for kammerensemble (ca 1870)
- Berceuse i B-dur for violin og piano, op. 38 (1871)
- Cellosonate nr 1 i c-mol for cello og piano, op. 32 (1872)
- Pianokvartet i B-dur, op. 41 (1875)
- Allegro appassionato i h-moll for cello og piano (eller orkester), op. 43 (1875)
- Orphée, Poème symphonique for violin, cello og piano, en transkription af tondigtet Orpheus af Franz Liszt (1875)
- Romans i D-dur for cello og piano, op. 51 (1877)
- Septett i Ess-dur for trumpet, 2 violiner, viola, cello, kontrabas og piano, op. 65 (1881)
- Romans i E-dur for horn (eller cello) og piano, op. 67 (1885)
- Violinsonate nr 1 i d-mol for violin og piano, op. 75 (1885)
- Caprice sur des airs danois et russes for fløjte, obo, klarinett og piano, op. 79 (1887)
- Chant saphique for cello og piano, op. 91 (1892)
- Pianotrio nr 2 i e-moll för violin, cello och piano, op. 92 (1892)
- Fantaisie for harpe i a-mol, op. 95 (1893)
- Violinsonate nr 2 i Ess-dur for violin og piano, op. 102 (1896)
- Barcarolle i F-dur for violin, cello, harmonium og piano, op. 108 (1897)
- Strygekvartet nr 1 i e-mol. op. 112 (1899)
- Cellosonat nr 2 i F-dur for cello og piano, op. 123 (1905)
- Fantaisie for violin og harpe, op. 124 (1907)
- La muse et le poètei e-moll for violin, cello og piano (eller orkester), op. 132 (1910)
- Tryptique for violin og piano, op. 136 (1912)
- Élégie [nr 1] for violin og piano, op. 143 (1915)
- Cavatine i Dess-dur for trombon og piano, op. 144 (1915)
- L'air de la pendule for violin og piano (ca 1918)
- Strygekvartet nr 2 i G-dur, op. 153 (1918)
- Prière for cello (eller violin) og orgel, op. 158 (1919)
- Élégie [nr 2] for violin og piano, op. 160 (1920)
- Obosonate i D-dur for obo og piano, op. 166 (1921)
- Klarinetsonate i Ess-dur för klarinett og piano, op. 167 (1921)
- Fagotsonate i G-dur, op. 168 (1921)
- Adagio i Ess-dur for horn og orgel (1853)

## Pianomusik
- Duettino for firehåndet piano, op. 11 (1855)
- Gavotte i c-mol, op. 23 (1871)
- König Harald Harfagar for firehåndet piano, op. 59 (1855)
- Album, op. 72 (1884)
- Souvenir d'Italie, op. 80 (1887)
- Feuillet d'album for firehåndet piano, op. 81 (1855)
- Les cloches du soir, op. 85 (1889)
- Pas redoublé i B-dur for firehåndet piano, op. 86 (1887)
- Souvenir d'Ismaïlia, op. 100 (1895)
- Berceuse i E-dur for firehåndet piano, op. 105 (1896)
- Feuillet d'album, op. 169 (1921)
- Improvisation (1885)
- Quatre morceaux (1898)
- Feuillet d'album (1909)

## Operaer og oratorier
- Le timbre d'argent (1864–65/1913)
- La princesse jaune, op. 30 (1871/72)
- Simson och Delila, op. 47 (1868–77)
- Étienne Marcel (1879)
- Henry VIII (1883)
- Proserpine (1887)
- Ascanio (1887–88)
- Phryné (1893)
- Frédégonde (1895)
- Les barbares (1901)
- Hélène (1903)
- L'ancêtre (1905)
- Déjanire (1911)

## Oratorier
- Juloratoriet, op. 12 (1858)
- Le Déluge, op. 45 (1875)
- La terre promise, op. 140 (1913)
- Les Israëlites sur la montagne d'Oreb (ca 1848)
- Moïse sauvé des eaux (1851)

## Andre
- Dyrenes karneval (1886)
- Saltarelle for mandskor, op. 74 (1885)